# Johannes Herrmann (Jurist)

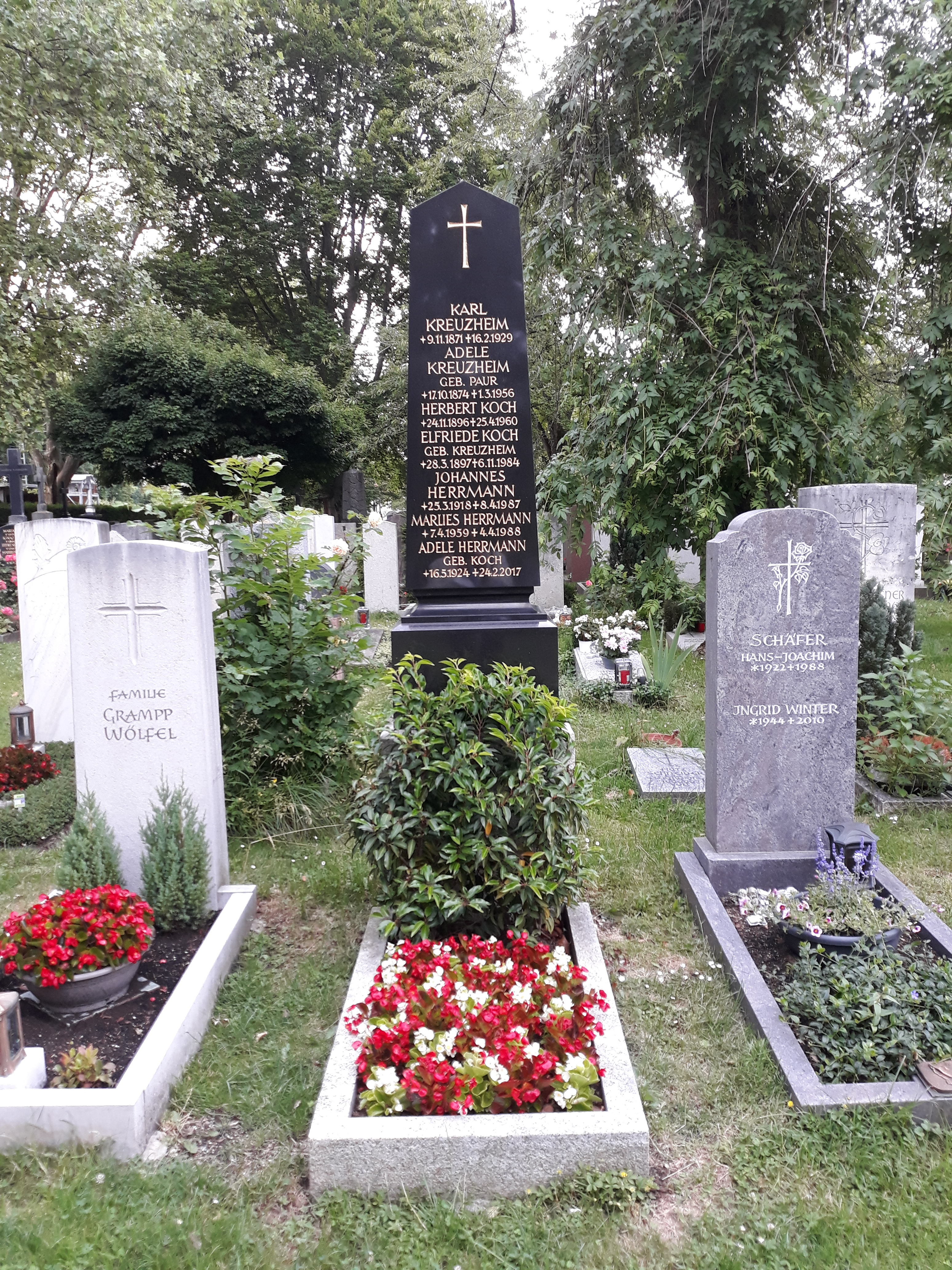
Das Grab von Johannes Herrmann und seiner Ehefrau Adele geborene Koch auf dem Friedhof Sendling in München

Johannes Herrmann (* 25. März 1918 in Amberg; † 8. April 1987 in München) war ein deutscher Jurist und Hochschullehrer. Ab 1958 war er Ordinarius für Römisches Recht und Bürgerliches Recht an der Universität Erlangen, deren Rektor er zugleich von 1966 bis 1969 war. Von 1970 bis zu seinem Tod war er Mitglied des Bayerischen Senats.

## Leben

### Jugend und Studium
Herrmann besuchte das humanistische Erasmus-Gymnasium Amberg, wo er 1937 das Abitur ablegte. Nach dem Arbeitsdienst leistete er Wehrdienst und geriet in Kriegsgefangenschaft. Von 1946 bis 1949 studierte er Rechtswissenschaften in Erlangen und München. 1949 absolvierte er das 1. Staatsexamen und 1953 das 2. Staatsexamen.

### Akademische Laufbahn
Nach Habilitation 1955 für antike Rechtsgeschichte und bürgerliche Rechtsgeschichte war Herrmann zunächst Assistent und Privatdozent an der Universität München. 1956 übernahm er eine Lehrstuhlvertretung in Kiel. Von 1957 bis 1958 war er außerordentlicher Professor an der Universität Innsbruck. Ab 1958 war er Ordinarius für Römisches Recht und Deutsches Bürgerliches Recht sowie Vorstand des Instituts für antike Rechtsgeschichte und Papyrusforschung bzw. Mitdirektor des Instituts der Rechtsgeschichte an der Universität Erlangen. Von 1966 bis 1969 war er Rektor der Universität. 1986 wurde er emeritiert.

### Politisches und gesellschaftliches Engagement
Herrmann war von 1967 bis 1979 Generalsekretär der Görres-Gesellschaft sowie vom 1. Januar 1970 an bis zu seinem Tod Mitglied des Bayerischen Senats. Von 1971 bis 1977 war er Mitglied der Bayerischen Arbeitsgruppe für Fragen der Verfassungsreform und der Neugliederung des Bundesgebietes. Im Stiftungsrat der Bayerischen Landesstiftung war von 1973 bis 1982 stellvertretendes Mitglied. Dem Rundfunkrat gehörte er von 1974 bis zu seinem Tod an. 

### Privates
Herrmann war verheiratet und katholisch. Sein Sohn ist der bayerische Staatsminister des Inneren, Joachim Herrmann. Seit 1951 war er Mitglied der katholischen Studentenverbindung KDStV Aenania München.

## Auszeichnungen
- Großes Verdienstkreuz des Verdienstordens der Bundesrepublik Deutschland
- Bayerischer Verdienstorden